# Sintski romski jezik
Sintski romski jezik (takođe poznat kao Sintitikes, Manuš) vrsta je romskog jezika kojim govori narod Sinti u Nemačkoj, Francuskoj, Austriji, Belgiji, Holandiji, nekim delovima severne Italije i drugim susednim regionima. Sintski romski karakteriše značajan nemački uticaj i nije međusobno razumljiv sa drugim oblicima romskih jezika. Jezik se piše latiničnim pismom.

## Istorijat
Ime romski potiče od pojma řom, istorijskog samoimenovanja govornika romske jezičke grupe. Istorijski gledano, romski narodi su pretežnno bili nomadski, ali danas je samo mali procenat Roma nenaseljen zbog prisilne asimilacije i intervencija vlasti u državama u kojima žive.
Sintski romski jezik je dijalekat romskog jezika i pripada grupi severozapadnih romskih dijalekata, koja uključuje i finski kalo. Sinti je termin koji se koristi za samoimenovanje velike romske populacije koja je počela da napušta Balkan rano u disperziji romske jezičke grupe, od kraja 14. veka pa nadalje, i migrirala na teritorije nemačkog govornog područja. U sintskom jeziku postoji i nekoliko dijalekata, među kojima su manuški, kojim govore Romi Manuši (Sasítka Romá) u Poljskoj, Francuskoj i na području Kazahstana; dijalekt lallere u Češkoj; u Nemačkoj se govore dijalekti gadschkene, estracharia, krantiki, kranaria, eftawagaria i praistiki; u Srbiji takođe ima nekoliko dijalekata; u Italiji je zastupljen piedmontski sintski. Sinti čine najveću podgrupu Roma u Nemačkoj, a Nemačka je, stoga, dom najvećeg broja govornika sintskog jezika. Skoro svi izvorni govornici sintskog govore više jezika, a preovlađuje jezik zemlje u kojoj žive.
Brojno stanje govornika iznosi oko 319 000. U Nemačkoj 80 000 (2000.; etnički 200 000), Francuskoj 28 400 (2000), Srbiji 31 000 (sa 1000 Manuša), Švajcarskoj 21 000 (1993), Italiji 14 000 (1980.; 10 000 Manuša i 4000 slovensko-hrvatskih Sinta), Češkoj 5100 (2004), Austriji 4350 (popis iz 2001.), Kazahstanu, u Holandiji gde je i jedan od službenih 1220 (2000), Poljskoj, Sloveniji i Hrvatskoj.

## Fonologija
Sintski romski jezik je jezik sa 25 suglasnika, 6 samoglasnika i 4 diftonga.

## Rečnik
Primer rečnika sintskog romskog jezika dat je u tabeli, na osnovu uzoraka iz Austrije, Italije i Albanije, sakupljenih u Romskoj morfosintaksičkoj bazi, (RMS) pri Univerzitetu u Mančesteru.
|         |           | Austrija        | Italija     | Albanija       |
| ------- | --------- | --------------- | ----------- | -------------- |
| imenice | Sinti/Rom | sinto           | sinti       | gipter / sinto |
|         | ne-Rom    | gadžo           | gadžo       | xujle          |
|         | drug      | mal             | mal         | māl            |
|         | otac      | dad             | dat         | dād            |
|         | baba      | mami            | nonna**     | mami           |
|         | konj      | graj            | graj        | graj           |
|         | pas       | džukel / džuklo | džukal      | džuklo         |
|         | jež       | borso           | niglo*      | niglo*         |
|         | krzno     | hauta*          | xauta*      | hauta*         |
|         | šaka      | vast            | vas         | vas            |
|         | noga      | heri            | xeri        | pīru           |
|         | stomak    | buko            | stomako**   | magaker muj    |
|         | srce      | zi              | zi          | zi             |
|         | vreme     | ciro            | siro        | ciro           |
|         | Mesec     | čon             | luna**      | montu*         |
|         | mesec     | enja/čon        | monato*     | čon            |
|         | kupus     | šax             | kavolo**    | šax            |
|         | jaje      | jāro            | jaro        | jāro           |
|         | maslac    | khil            | kil         | butro**        |
| glagoli | govoriti  | rakar-          | rakarava    | rakr-          |
|         | zvati     | khar-           | karava      | ker- pen       |
|         | živeti    | dživ-           | vita**      | dži-           |
|         | voleti    | kam-            | kamava      | kam-           |
| prilozi | danas     | kau dives       | kava divas  | kaldis         |
|         | sutra     | tajsa           | tejsa       | tajsa          |
|         | juče      | tajsa           | u war divas | vāverdis       |
|         | malo      | je bisla*       | ja pisal*   | pisa*          |
|         | dovoljno  | dosta           | doal        | doha           |
| pridevi | dug       | laung**         | lungo**     | dur            |

* Reči koje sadrže uticaj iz starog germanskog
** Reči koje sadrže uticaj iz savremenih dominantnih jezika (nemački, italijanski, albanski)

## Literatura
- Daniel Holzinger, Das Romanes. Grammatik und Diskursanalyse der Sprache der Sinte, Innsbruck 1993
- Norbert Boretzky/Birgit Igla, Kommentierter Dialektatlas des Romani, Teil 1, Wiesbaden: Harrassowitz, 2004
- Acton, T. A., & Mundy, G. (1997). Romani culture and Gypsy identity. Hatfield: University of Hertfordshire.
- Peter Bakker, Donald Kenrick et al.: What is the Romani language? Series: Interface Collection. Centre de recherches tsiganes and University of Hertfordshire Press, Hatfield (Hertfordshire) 2000, p. 58.
- Gilbert, J. (2014). Nomadic peoples and human rights. New York, NY: Routledge.
- Guy, W. (2001). Between past and future: The Roma of Central and Eastern Europe. Hatfield: University of Hertfordshire Press.
- Matras, Y. (1999). „Writing Romani: The pragmatics of codification in a stateless language”. Applied Linguistics. 20 (4): 481—502. doi:10.1093/applin/20.4.481.
- Matras, Y. (2002). Romani: A linguistic introduction. Cambridge: Cambridge University Press.
- Matras, Y. (2010). Romani in Britain: The afterlife of a language. Edinburgh: Edinburgh University Press.
- Saul, N., & Tebbutt, S. (2004). The role of the Romanies: Images and counter-images of "Gypsies"/Romanies in European cultures. Liverpool: Liverpool University Press.
- Smith, T. (1997). „Recognising Difference: The Romani 'Gypsy' Child Socialisation and Education Process. British”. Journal of Sociology of Education. 18 (2): 243—256. JSTOR 1393193. doi:10.1080/0142569970180207.
- Wells, R. S.; Yuldasheva, N.; Ruzibakiev, R.;  . (август 2001). „The Eurasian heartland: a continental perspective on Y-chromosome diversity”. Proc. Natl. Acad. Sci. U.S.A. 98 (18): 10244—49. Bibcode:2001PNAS...9810244W. PMC 56946 . PMID 11526236. doi:10.1073/pnas.171305098 .

## Spoljašnje veze
- A brief overview (in German)
- A 1903 textbook in Sinti by F. N. Finck, (in German), at the Internet Archive:
- Biblical Recording in Sinte Romani
- „RMS: Romani Morpho-Syntax Database”. Архивирано из оригинала 28. 08. 2019. г. Приступљено 08. 04. 2023.
- „Endangered Languages Project - Sinte Romani”. Endangered Languages Project.